# Имболц
Имболц је традиционални фестивал у Гела који се обележава 1. фебруара.  Означава почетак пролећа, а у хришћанству је то празник Свете Бригите од Килдареа, заштитнице Ирске. Историјски гледано, његове бројне народне традиције биле су широко посматране широм Ирске, Шкотске и острва Ман. Имболц пада отприлике на пола пута између зимског солстиција и пролећне равнодневице  и један је од четири сезонска фестивала, заједно са Белтејном, Лугнасадом и Самаином.
Имболц се помиње у раној ирској књижевности, мада ређе од осталих сезонских фестивала. Историчари сугеришу да је Имболц првобитно био прехришћански (или пагански) фестивал повезан са сезоном јагњења, доласком пролећа и вероватно богињом Бригидом, предлажући да би светица и њен празник могли бити христијанизација.  Празник Свете Бригиде се први пут помиње у средњем веку, али његови обичаји нису детаљно забележени све до раног модерног доба. Последњих векова Бригитини крстови су се ткали на дан Свете Бригиде и качили преко врата и прозора ради заштите од пожара, болести и зла. Људи су направили и лутку Бригид (Brídeóg), којим су по заједници дефиловале девојке, понекад у пратњи „ сламчара“. Речено је да Бригита посећује свој дом на дан Свете Бригиде. Да би примили њене благослове, људи би Бригид намештали кревет, остављали јој храну и пиће и постављали делове одеће напоље да их она благослови. Обилазили би се свети бунари, служила се пригодна трпеза, а дан је традиционално био везан за временске прилике.
Иако су многе његове традиције изумрле у 20. веку, неки хришћани га и даље сматрају верским, а неки нехришћани културним, а његови обичаји су на неким местима поново оживљени. Од каснијег 20. века, келтски неопагани и Виканци су сматрали Имболц као верски празник.   Од 2023. „Имболц је годишњи државни празник у Ирској . 

## Име
Етимологија речи Имболц је нејасна. Уобичајено објашњење је да потиче од староирског i mbolc (модерни ирски: i mbolg), што значи 'у стомаку', а односи се на гравидност оваца у ово доба године.  Џозеф Вендрис га је извео из староирског imb- (интензивни префикс) и folc ('опери, очисти'), повезујући га са folcaim ('умити/очистити се') и сугерисати да се односи на ритуално чишћење.   Ерик П. Хамп га изводи из прото-индоевропског корена који значи и 'млеко' и 'чишћење'.  Кормаков појмовник из раног 10. века има унос за Oímelc, називајући га почетком пролећа и изводећи га од oí-melg ('овчије млеко'), објашњавајући то као „време када долази овчије млеко“.  Међутим, лингвисти верују да је ово народна етимологија; писчево преписивање речи да би јој дало разумљиво порекло. 